# Liste der Monuments historiques in Plounéour-Ménez
Die Liste der Monuments historiques in Plounéour-Ménez führt die Monuments historiques in der französischen Gemeinde Plounéour-Ménez auf.

## Liste der Bauwerke
| Bezeichnung                                  | Beschreibung | Standort | Kennzeichnung | Schutzstatus | Datum | Bild           |
| -------------------------------------------- | ------------ | -------- | ------------- | ------------ | ----- | -------------- |
| Ehemaliges Kloster Le Relec                  |              | (Lage)   | PA00090257    | Classé       | 1914  | weitere Bilder |
| Kirche St-Yves mit Friedhof und Triumphbogen |              | (Lage)   | PA00090256    | Classé       | 1914  | weitere Bilder |

## Liste der Objekte
- Monuments historiques (Objekte) in Plounéour-Ménez in der Base Palissy des französischen Kultusministerium